# Улица Генерала Хазова (Пушкин)
Улица Генера́ла Ха́зова — улица в городе Пушкине (Пушкинский район Санкт-Петербурга). Проходит от Петербургского шоссе до Железнодорожной улицы.

## История
Название было присвоено 15 мая 1965 года в честь генерал-лейтенанта И. В. Хазова, командира 110-го стрелкового корпуса, руководившего освобождением Пушкина и Павловска в 1944 году во время Великой Отечественной войны.
На нечётной стороне улицы Генерала Хазова между улицами Вячеслава Шишкова и Школьной расположено садоводство «Коллективный сад № 3».
Согласно решению топонимической комиссии 2013 года, безымянный проезд, который продолжает улицу Генерала Хазова на запад за Петербургское шоссе, будет назван Нееловской улицей. Присвоение названия пока отложено.

## Перекрёстки
- Петербургское шоссе
- улица Вячеслава Шишкова
- Школьная улица
- Железнодорожная улица